# La Emperatriz Eugenia rodeada de sus damas de compañía
La Emperatriz Eugenia rodeada de sus damas de compañía es una obra de Franz Xaver Winterhalter de 1855 conservada en el palacio de Compiègne. Encargada por la emperatriz Eugenia de Montijo, constituye una de las pinturas más célebres del retratista alemán.

## Historia

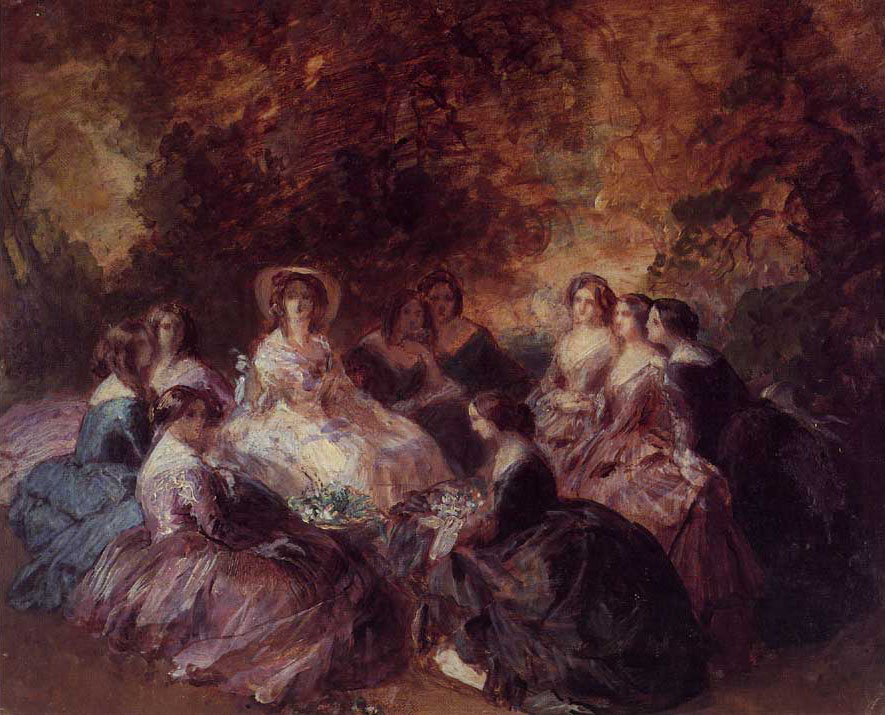
Bosquejo de la obra, colección del príncipe Fürstenberg (Donaueschingen, Alemania)

El cuadro fue encargado por la emperatriz con el fin de exhibirlo en la Exposición Universal de 1855. La pintura debía representar a la soberana rodeada de sus damas de compañía, transcurriendo diez semanas hasta que el pintor realizó el primer boceto. No obstante, la séptima dama del palacio, Léonie Bugeaud de la Piconnerie d’Isly, condesa de Feray (hija del mariscal Bugeaud), renunció a su puesto en enero de 1855, lo que obligó al pintor a cambiar por completo la composición de la obra en unas pocas semanas, logrando completarla en cuatro meses con la ayuda de su estudio para tenerla lista para la exposición.
La recepción de la pintura fue mixta. La crítica parisina enfatizó el aspecto abigarrado de la obra, criticando negativamente el excesivo interés en los detalles de los vestidos en comparación con las características de los personajes. Por otra parte, gozó de gran éxito entre el público en general y en los círculos de la corte imperial, simbolizando la obra el esplendor del nuevo régimen. El cuadro fue exhibido en el Kunstverein de Viena en 1856, siendo muy difundido en impresiones.
La obra fue enviada al castillo de Fontainebleau, como muy tarde, en 1865. Propiedad personal de Eugenia, fue restituida a la emperatriz en 1881 con ocasión de la liquidación de la lista civil. Conservada en Farnborough Hill, fue vendida en Londres el 1 de julio de 1927 por la casa Christie's junto con el resto de la colección de la emperatriz. Fue adquirida posteriormente por la baronesa d'Alexandry d'Orengiani con la ayuda financiera del vizconde de Noailles, el barón de Beauverger y el conde de Cambacérès, tras lo cual fue donada al castillo de Malmaison para ser integrada en la colección Napoleón, siendo finalmente depositada en el museo del Segundo Imperio, en el palacio de Compiègne, en 1952.

## Composición
La escena, bañada por una luz fría y viva a la vez, representa a Eugenia de Montijo, emperatriz desde hace dos años, rodeada de sus ocho damas de compañía en un decorado campestre ficticio. La emperatriz aparece representada con una corona de madreselvas sobre la cabeza y un ramo de esta misma planta en su mano derecha a modo de cetro, dominando disimuladamente al resto de personajes. Eugenia se dirige hacia su dama de más alto rango, Anne Debelle, princesa de Essling, situada a su derecha, a quien parece tender el ramo de madreselvas, símbolo tradicional de la amistad en el siglo XIX. A su izquierda aparece sentada su dama de honor, Pauline van der Linden d’Hooghvorst, duquesa de Bassano. En la parte inferior figuran las damas del palacio: a la izquierda, Jane Thorne, baronesa de Pierres (1821-1873), y Louise Poitelon du Tarde, vizcondesa de Lezay-Marnésia (1826-1891); en el centro, Adrienne de Villeneuve-Bargemont, condesa de Montebello (1826-1870); a la derecha, Claire-Émilie Mac Donell, marquesa de Las Marismas del Guadalquivir (1817-1905), y Anne Eve Mortier de Trévise, marquesa de Latour-Maubourg (1829-1900); y por último, detrás de ellas, Nathalie de Ségur, baronesa de Malaret (1827-1910), hija de la condesa de Ségur.
Esta composición, integrada por un gran número de personajes, recuerda a otra obra de Winterhalter, El Decamerón, uno de sus primeros éxitos. En estas dos pinturas, al igual que en Il dolce farniente, el paisaje está compuesto por un simple decorado situado detrás de los protagonistas, como el escenario de una obra de teatro donde los personajes están situados sobre un plano inclinado con el fin de justificar el orden protocolario, destacando el nivel de detalle y el colorido de las crinolinas, los volantes y los fruncidos. De todas las damas presentes en el cuadro, Eugenia de Montijo es la única, junto con la vizcondesa de Lezay-Marnésia, que no luce ninguna joya, probablemente debido al deseo de Winterhalter de plasmar la personalidad caritativa de la emperatriz. De hecho, en una revisión inicial de la obra, el pintor eliminó un brazalete que supuestamente portaba Eugenia ocultándolo detrás de la cabeza de una de sus damas. La posible intención del artista por reflejar el alma caritativa de la emperatriz pudo deberse a un acontecimiento previo. En 1853, el comité municipal de la capital obsequió a Eugenia de Montijo con un valioso collar de diamantes. La emperatriz, no obstante, rechazó la joya, solicitando que su valor fuese empleado en la construcción de una escuela para niños.
Objeto de comparación con la obra Florinda, pintura de Winterhalter de un periodo anterior y con una composición similar, hubo un rumor el cual afirmaba que las mujeres presentes en la pintura de la emperatriz habían servido como modelos en Florinda, provocando dicha comparación un escándalo debido a que en esta obra las mujeres aparecen desnudas.

## Galería de imágenes (detalles de la obra)

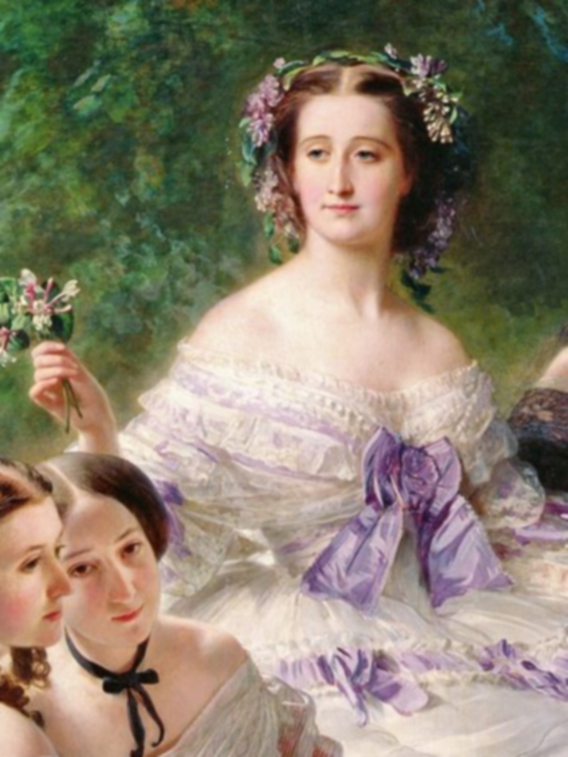
Eugenia de Montijo, emperatriz de los franceses
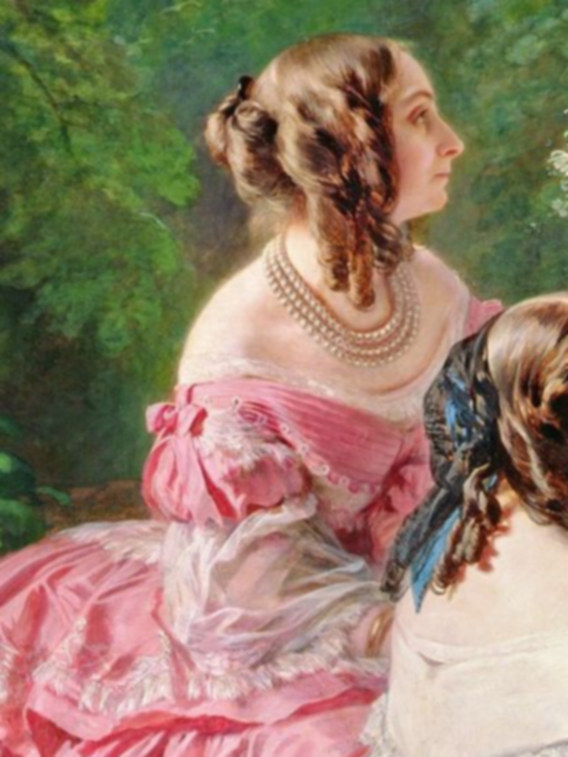
Anne Debelle, princesa de Essling
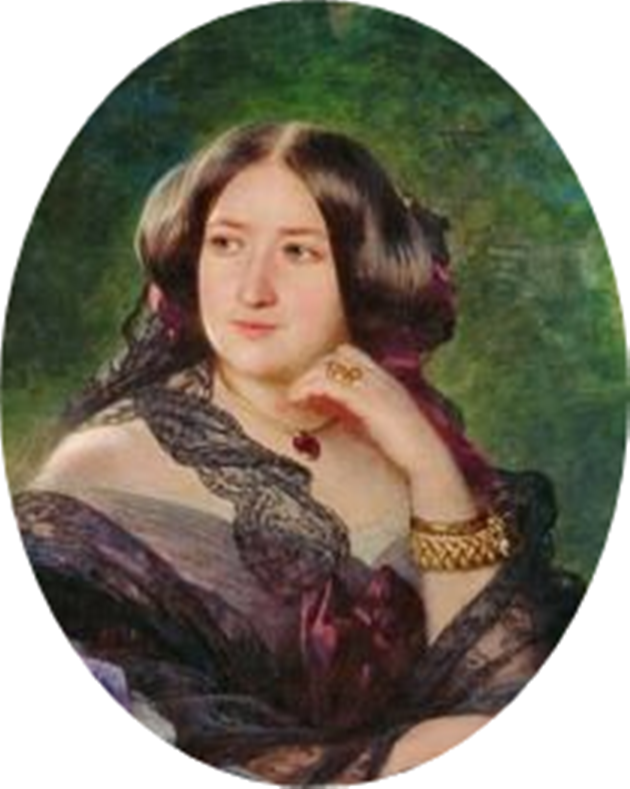
Pauline van der Linden d’Hooghvorst, duquesa de Bassano
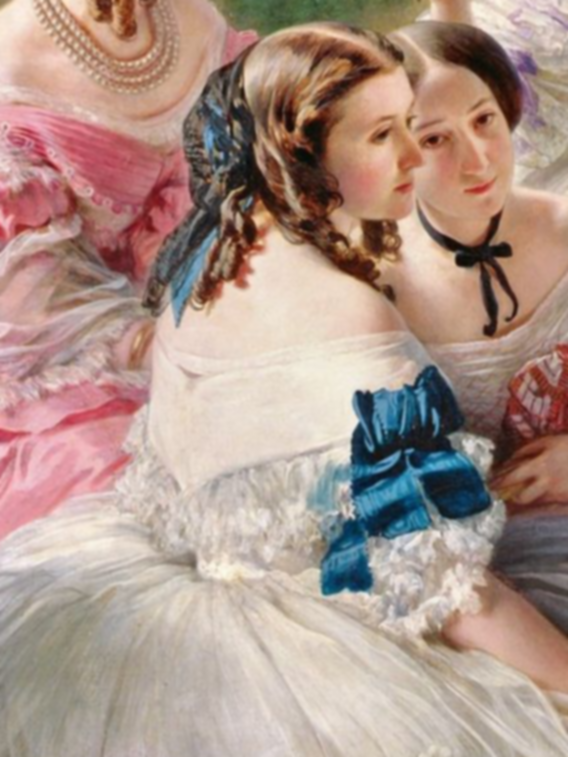
Jane Thorne, baronesa de Pierres
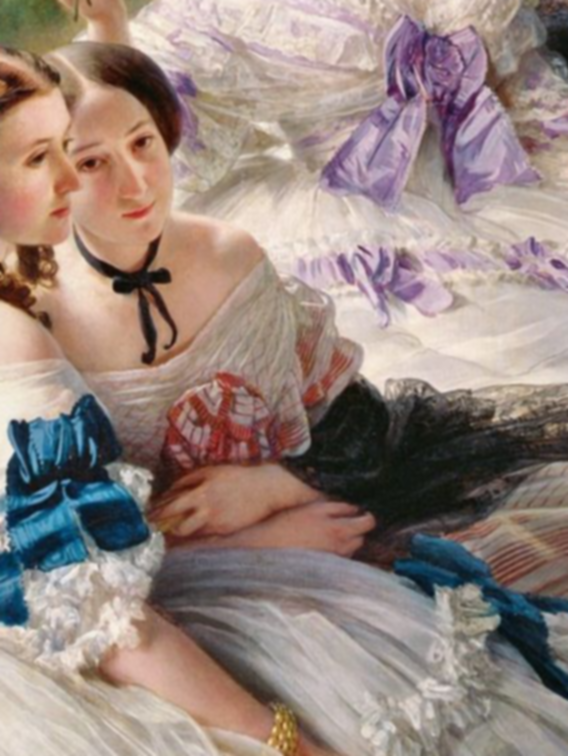
Louise Poitelon du Tarde, vizcondesa de Lezay-Marnésia
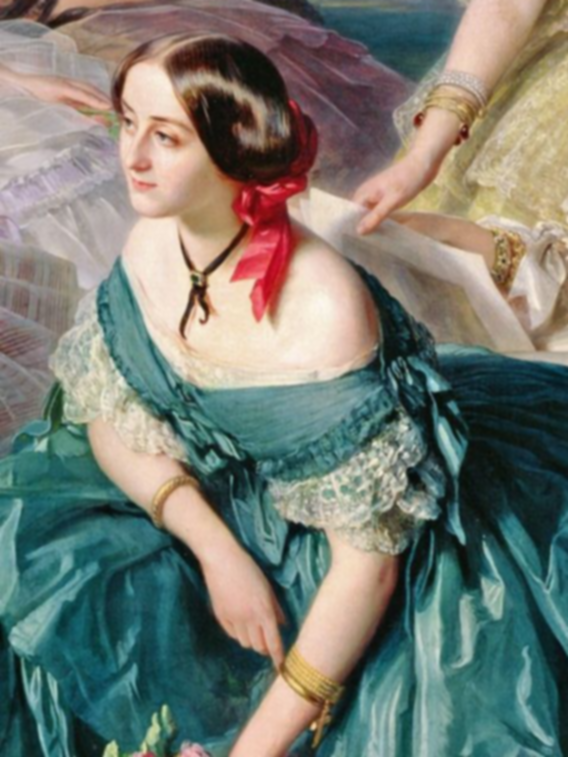
Adrienne de Villeneuve-Bargemont, condesa de Montebello
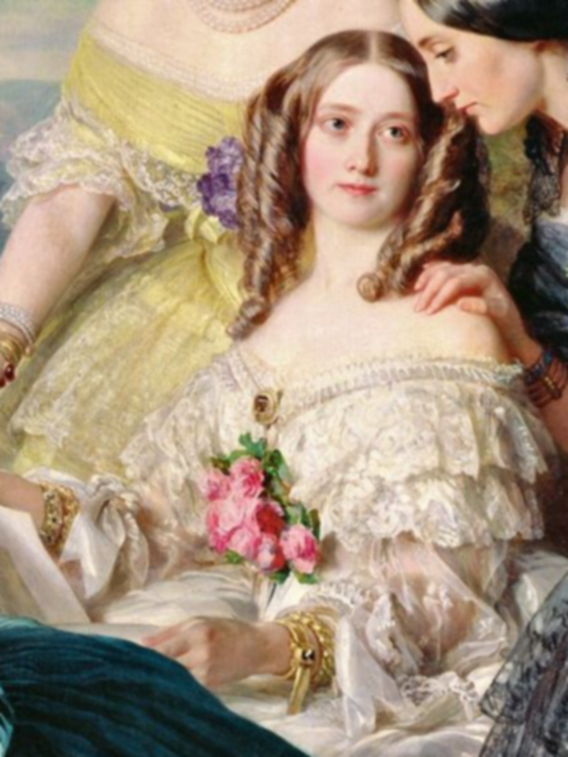
Claire-Émilie Mac Donell, marquesa de Las Marismas del Guadalquivir
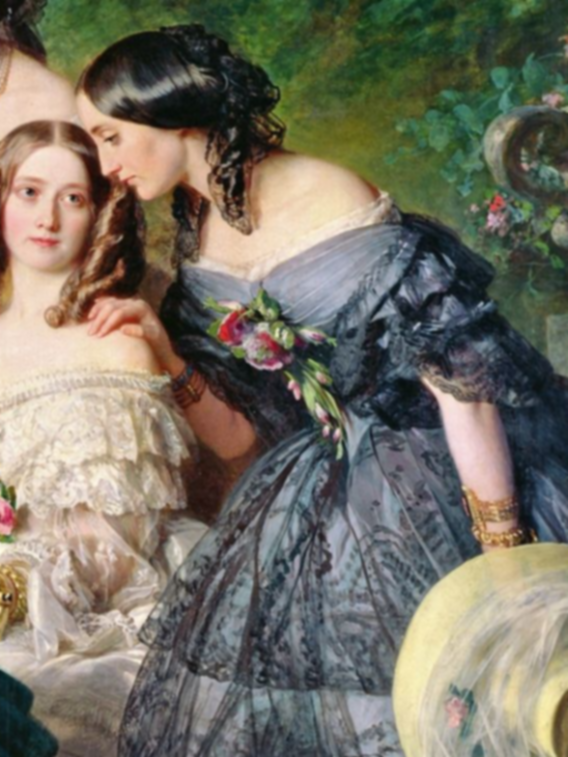
Anne Mortier de Trévise, marquesa de Latour-Maubourg
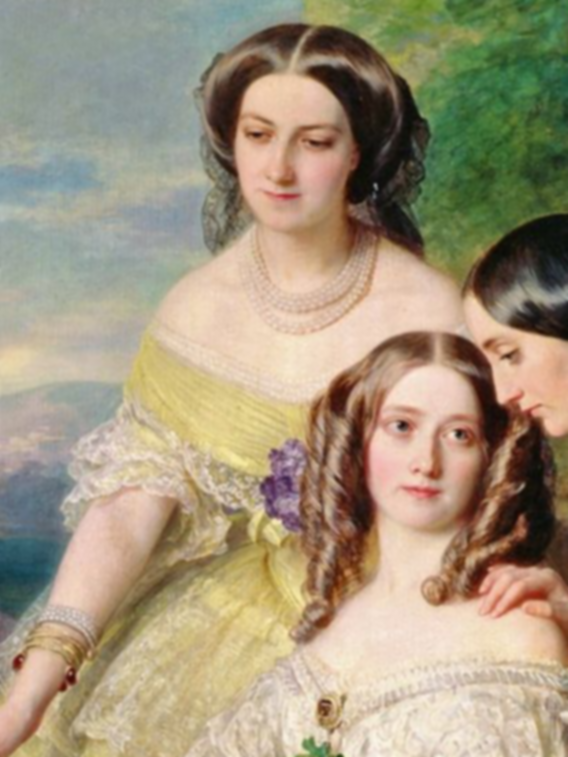
Nathalie de Ségur, baronesa de Malaret